# ユンタ (宝塚歌劇)
『ユンタ』は宝塚歌劇団の作品。正式演目名は「日本民俗舞踊第七集 琉球・八重山篇『ユンタ』」。

## 月組・宝塚大劇場公演
1場。
併演は『日本の旋律』。
1964年8月4日から8月31日まで公演があった。

### スタッフ
- 取材・構成：宝塚歌劇団・日本郷土芸能研究会
- 演出・振付：渡辺武雄
- 台本・演出：川井秀幸
- 振付：睦千賀
- 音楽：高橋廉、酒井協、堤五郎、河崎恒夫
- 音楽指揮：橋本和明
- 装置：黒田利邦
- 衣装：小西松茂
- 照明：久保安太郎
- 小道具：生島道正
- 効果：中井槙夫
- 録音：松永浩志
- 演出助手：大関弘政
- 振付助手：高木祥次

### 主な出演
- 踊る男：美山しぐれ
- 島の娘：恵さかえ
- 男の子：秩父美保子
- 旅の役人：内重のぼる
- 歌う女：八汐路まり
- 歌う男：上月晃
- 踊る女：睦千賀
- 歌うみやらび：淀かほる

## 月組・東京宝塚劇場公演
1964年10月3日から10月27日まで公演があった。
併演は『日本の旋律』。

### 主なスタッフ
- 構成：郷土芸能研究会
- 演出：渡辺武雄
- 脚本：川井秀幸

## 月組・その他の公演
1966年10月14日から11月5日まで公演があった。
併演は『レビューへの招待』
公演地は春日井、刈谷、盛岡、大曲、秋田、横手、一ノ関、古川、酒田、山形、仙台、三鷹、八王子、府中。

### 主なスタッフ
- 構成：郷土芸能研究会